# Shiryu
 (août 2025).
Si vous disposez d'ouvrages ou d'articles de référence ou si vous connaissez des sites web de qualité traitant du thème abordé ici, merci de compléter l'article en donnant les références utiles à sa vérifiabilité et en les liant à la section « Notes et références ».
Shiryû (龍星座（ドラゴン）の紫龍, Doragon no Shiryū, litt. dragon violet) est un personnage du manga Saint Seiya.
Il est profondément épris de justice, qu’il considère comme quelque chose d’absolu, et n’hésite pas à mettre sa vie en jeu pour la défendre, la considérant plus importante même que l’amour. Il a également une profonde confiance en l’amitié. L’une des meilleures preuves est son combat contre le Chevalier d’Argent Argol, du signe de Persée. Il se crève les yeux pour ne pas risquer d’être transformé en statue de pierre par le bouclier de Méduse.
Chevalier du Dragon, son armure est l’une des plus résistantes de la Chevalerie, et est connue pour son bouclier et son poing droit indestructibles. Il porte à plusieurs reprises l’armure d’Or de la Balance, l’une des pièces les plus importantes de la Chevalerie par les armes qu’elle cache.
Calme et réfléchi, il garde son honneur et sa dignité même face à Masque de Mort qui a pourtant voulu tuer Shunrei à qui il tient énormément et qui est finalement devenue son épouse avec qui il a eu un fils du nom de Ryuho et qui est devenu son successeur en tant que Chevalier de Bronze du Dragon.

## Saint Seiya: Next Dimension
Shiryu est un des personnages principaux de la suite officielle du manga original de Saint Seiya, à savoir Saint Seiya: Next Dimension.

## Techniques
- Si vous ne connaissez pas le sujet, laissez ce bandeau (vous pouvez alors contacter les auteurs).
- Si vous supprimez le contenu mis en cause (vous pouvez préalablement contacter les auteurs),

argumentez précisément cette suppression dans la page de discussion
(un manque de référence n'est pas un argument ; une recherche réelle de référence doit avoir été effectuée, être formellement documentée).
Ses techniques incluent :
- La Suprématie de l'Envol du Dragon du Mont de l'ermite/Colère du dragon (廬山昇龍覇, Rozan Shō Ryū Ha?)
- Le vol du dragon de Rozan (廬山龍飛翔, Rozan Hi Ryū Shō?)
- La suprématie des Hauts Esprits du Dragon du Mont de l'ermite (廬山亢龍覇, Rozan Kō Ryū Ha?)
- Excalibur (エクスカリバー, Ekusukaribā?) : Technique résidant dans son bras droit, qui permet de fendre l'air avec le tranchant de l'épée légendaire du même nom. Elle lui est léguée par Shura, Chevalier d'Or du Capricorne, se qualifiant du plus brave protecteur d'Athéna à l'issue de leur combat durant la bataille du Sanctuaire. Cette technique venant d'un chevalier d'or, Shiryu doit s'élever au septième sens pour l'utiliser.
- Les 100 dragons suprêmes de Rozan (廬山百龍覇, Rozan Hyaku Ryū Ha?) : Il ne maîtrise pas cette technique parfaitement. En effet, dans son combat contre  Sylphide, Queen et Gordon il terrasse Queen et Gordon, blesse gravement Sylphide, mais est à son tour projeté dans le Mur des Lamentations, puis dans la dimension qui sépare l'enfer d'Elysion (par la suite il est rattrapé par Hyôga).

## Armures
Au cours de la série, Shiryu est amené à porter d’autres armures que celle du Dragon :
- Or : Balance (armure de son maître Dohko)
- Divine : Dragon

## Voix
- La voix de Shiryû en version japonaise fut celle d’Hirotaka Suzuoki (aujourd’hui décédé), Takahiro Sakurai dans les OAV d’Inferno Chapter et les Jeux vidéo Senki et Brave Soldiers et Ken Narita dans Omega. Shiryû enfant était quant à lui doublé par Chiyoko Kawashima.

- Sa voix en version française  dans la série de 1986 fut celle de Marc François, Jacques Richard (épisode 5), Eric Legrand (épisode 2), Serge Bourrier (épisode 4) et Bernard Tiphaine (épisode 15 et 16).

Dans la version française du jeu vidéo, la voix de Shiryû est celle de Cédric Dumond. Lionel Bourguet reprend le rôle dans les 13 premiers OAVs du chapitre Hadès avant de laisser sa place à Constantin Pappas pour le reste du chapitre puis Stéphane Ronchewski reprend le rôle dans l'épisode 55 de Saint Seiya Omega avant de céder sa place à Benjamin Pascal.

Shiryû enfant était doublé par Régine Teyssot (épisode 33), Marc François (épisode 34) et Laurence Crouzet (épisode 49) .
Pour le cas particulier du film Les Chevaliers du Zodiaque : La Légende du Sanctuaire, qui dispose de sa propre continuité, le rôle a été confié à Kenji Akabane en VO tandis que Pierre Lognay a retrouvé le rôle en VF.